# Live at the Adler Planetarium
Live at the Adler Planetarium ist ein Musikalbum von Rob Mazurek und dem Exploding Star Orchestra. Die am 24. März 2023 im Grainger Sky Theater des Adler-Planetariums in Chicago entstandenen Aufnahmen erschienen am 27. September 2024 auf International Anthem.

## Hintergrund
Der Trompeter Rob Mazurek wird bei dieser Aufführung von der Flötistin Nicole Mitchell, dem Sänger Damon Locks, der Cellistin Tomeka Reid, die beiden Keyboarder Craig Taborn und Angelica Sanchez, dem Bassisten Ingebrigt Håker Flaten und den Schlagzeugern Gerald Cleaver und Chad Taylor begleitet.

## Titelliste
- Rob Mazurek & Exploding Star Orchestra: Live at the Adler Planetarium (International Anthem)[1]

1. Dream Sleeper 1:44
2. Black River 7:10
3. White River 3:19
4. Underneath the Star Dome 10:32
5. Spiral Parable 1a 10:53
6. Parable 3000 7:07

Die Kompositionen stammen von Rob Mazurek.

## Rezeption
Ein Planetarium sei der perfekte Rahmen, um das Exploding Star Orchestra des Trompeters Rob Mazurek zu sehen bzw. zu hören, meint Phil Freeman (Ugly Beauty / Stereogum). Deren Musik sei absolut kosmisch, irgendwo zwischen Sun Ra und Miles Davis aus den 1970ern, wobei Damon Locks‘ Poesie und digitale Manipulationen eine Dimension des 21. Jahrhunderts hinzufügten. Diese Ausgabe der Gruppe sei absolut vollgepackt und, wie zu erwarten sei, laufe die [knapp] 41-minütige Aufführung komplett durch, aber in sechs Titel unterteilt. „Underneath the Star Dome“ sei so etwas wie der Höhepunkt des Ganzen, mit einem wunderschönen Cellosolo von Tomeka Reid und einem umwerfenden Trompetenspiel Mazureks, obwohl das Doppelschlagzeugsolo im nächsten Track, „Spiral Parable 1A“, genauso episch klingen würde. Dieser Mitschnitt sei schwindelerregend.
Falls man die Gelegenheit verpasst habe, Mazurek und sein Exploding Star Orchestra in der magischen Umgebung des Adler-Planetariums in Chicago auftreten zu sehen, sollte man einfach diesen Kontext ausblenden und sich mit dieser erstaunlichen Musik trösten, schrieb Dave Sumner (Daily Bandcamp). Die Formation habe hier eine herausragende Besetzung, deren Musik man sich unbedingt anhören sollte.